# Now You're Gone - The Album
Now You're Gone - The Album é o quarto álbum de estúdio do cantor Basshunter, lançado primeiramente em 14 de julho de 2008. Chegou ao topo da parada musical oficial da Nova Zelândia, sendo certificado Ouro, por vendas superiores a 7.500 cópias. O álbum foi certificado Platina em seguida, após 10 semanas, vendendo mais de 15.000 cópias. O álbum passou um total de duas semanas no número um.

## Lista de faixas
| #   | Título                                                      | Tempo |
| --- | ----------------------------------------------------------- | ----- |
| 1.  | "Now You're Gone" (feat. DJ Mental Theo's Bazzheadz)        | 2:30  |
| 2.  | "All I Ever Wanted"                                         | 2:59  |
| 3.  | "Please Don't Go"                                           | 2:50  |
| 4.  | "I Miss You"                                                | 3:48  |
| 5.  | "Angel in the Night"                                        | 3:23  |
| 6.  | "In Her Eyes"                                               | 3:14  |
| 7.  | "Love You More"                                             | 3:53  |
| 8.  | "Camilla"                                                   | 3:16  |
| 9.  | "Dream Girl"                                                | 4:29  |
| 10. | "I Can Walk on Water"                                       | 3:46  |
| 11. | "Basscreator" (originalmente do álbum LOL)                  | 5:03  |
| 12. | "Russia Privjet" (originalmente do álbum LOL)               | 4:05  |
| 13. | "Boten Anna" (originalmente do álbum LOL)                   | 3:29  |
| 14. | "DotA" (originalmente do álbum LOL)                         | 3:23  |
| 15. | "Now You're Gone" (Fonzerelli Edit)                         | 3:16  |
| 16. | "All I Ever Wanted" (Fonzerelli Edit)                       | 2:35  |
| 17. | "Welcome to Rainbow" (Faixa bônus no iTunes do Reino Unido) |       |
| 18. | "Hardstyle Drops" (Faixa bônus no iTunes do Reino Unido)    |       |

## Posições nas tabelas musicais
| Críticas profissionais | Críticas profissionais |
| Avaliações da crítica  | Avaliações da crítica  |
| Fonte                  | Avaliação              |
| ---------------------- | ---------------------- |
| AllMusic               | [ 1 ]                  |
| Digital Spy            | [ 2 ]                  |
| Dome.fi                | [ 3 ]                  |
| entertainment.ie       | [ 4 ]                  |
| Findance.com           | [ 5 ]                  |
| The Guardian           | [ 6 ]                  |

| Tabela musical              | Melhor posição |
| --------------------------- | -------------- |
| EUA European Top 100 Albums | 6              |
| Irish Albums Chart          | 2              |
| Swedish Albums Chart        | 38             |
| UK Albums Chart             | 1              |
| New Zealand Albums Chart    | 1              |

## Datas de lançamento
| País           | Data                   |
| -------------- | ---------------------- |
| Reino Unido    | 14 de Julho de 2008    |
| Europa         | 22 de Agosto de 2008   |
| Estados Unidos | 23 de Setembro de 2008 |
| Brasil         | 24 de Outubro de 2008  |